# Union Sportive d'Oyem
O Union Sportive d'Oyem  é um clube de futebol com sede em Oyem, Gabão. 

## História
A equipe compete no Campeonato Gabonês de Futebol.